# Benoît Kounkoud
Benoît Kounkoud (Versailles, 19 de febrero de 1997) es un jugador de balonmano francés que juega de extremo derecho en el Vive Kielce. Es internacional con la selección de balonmano de Francia.
Con la selección disputó el Campeonato Europeo de Balonmano Masculino de 2016, que fue su primer gran campeonato con la selección.

## Clubes
- PSG (2014-2022)[3]
- Vive Kielce (2022- )[4]

## Palmarés

### Selección nacional
| Campeonato Mundial | Campeonato Mundial           | Campeonato Mundial | Campeonato Mundial |
| Año                | Lugar                        | Medalla            |                    |
| ------------------ | ---------------------------- | ------------------ | ------------------ |
| 2025               | Croacia, Dinamarca y Noruega | Medalla de bronce  |                    |
| Campeonato Europeo |                              |                    |                    |
| Año                | Lugar                        | Medalla            |                    |
| 2024               | Alemania                     | Medalla de oro     |                    |

### PSG
- Liga de Francia de balonmano (8): 2015, 2016, 2017, 2018, 2019, 2020, 2021, 2022
- Copa de la Liga de balonmano (3): 2017, 2018, 2019
- Copa de Francia de balonmano (4): 2015, 2018, 2021, 2022
- Supercopa de Francia (3): 2014, 2015, 2016

### Kielce
- Liga de Polonia de balonmano (1): 2023